# Victoria (Schiff, 1864)
Die Victoria war eine Korvette (sogenannte Glattdeckskorvette) der Preußischen Marine, die bei der Reichsgründung 1871 in die Kaiserliche Marine übernommen wurde. Sie wurde 1864 in Frankreich gebaut und noch im selben Jahr von Preußen erworben. 1884 wurde sie zur Kreuzerkorvette umklassifiziert.

## Geschichte

### Ankauf
Die Konföderierten Staaten hatten für den Einsatz im Sezessionskrieg bei L’Arman Frères in Bordeaux zwei Schiffe bestellt. Um dies zu verschleiern und internationale Verwicklungen zu verhüten, wurden die Schiffe unter den (scheinbar japanischen) Namen Yeddo und Osakka gebaut. Der tatsächliche Name der Osakka wäre Louisiana gewesen. Die Ablieferung an die Konföderierten wurde durch das persönliche Eingreifen Kaiser Napoleons III. unterbunden, der eine Verwicklung Frankreichs in den Krieg vermeiden wollte. Dies führte dazu, dass das Schiff noch von der Bauwerft an das Königreich Preußen verkauft wurde.

### Frühe Karriere
Nachdem die preußische Regierung das bis auf die Bewaffnung bereits vollständig ausgerüstete Schiff gekauft hatte, sollte die Korvette, die am 31. Mai 1864 nach der preußischen Kronprinzessin Victoria in Victoria umbenannt worden war, zur Bewaffnung und Indienststellung nach Bremerhaven überführt werden. Die Übergabe des Schwesterschiffes Augusta war zu dieser Zeit bereits erfolgt. Nun intervenierte allerdings die dänische Regierung mit britischer Unterstützung und veranlasste die französische Regierung, ihre Zustimmung, dem kriegführenden Gegner Dänemarks Preußen ein Kriegsschiff zu liefern, zurückzuziehen. Der preußische Kanzler Otto von Bismarck musste eingreifen und konnte die Franzosen überzeugen, das unbewaffnete Schiff unter französischer Flagge in die Niederlande zu bringen, wo es von einer preußischen Besatzung abgeholt und nach Bremerhaven gebracht wurde.
Dort kam die Victoria am 3. September an, wurde bewaffnet und am 14. September offiziell in die preußische Flotte aufgenommen. Anschließend führte die Besatzung Seeversuche und Schießübungen im Jadebusen durch. Nach erfolgreichem Abschluss des Deutsch-Dänischen Krieges wurde Kiel zur Hauptbasis der preußischen Flotte und der größte Teil der Flotte wurde dorthin verlegt, so auch die Victoria, die Kiel am 4. Oktober erreichte.
Ende des Jahres besuchte Victoria zusammen mit der Vineta und den Schulschiffen Niobe, Rover und Musquito Plymouth und dann Brest. Sie war am 22. Dezember zurück in Kiel. 1865 schiffte sie die Besatzung für das neue Turmschiff Arminius ein, das in Großbritannien im Auftrag der preußischen Marine gefertigt wurde. Die Victoria begleitete die Arminius auf der Rückreise nach Kiel, wo sie am 15. Mai 1865 ankamen.
Es folgten einige Einsätze in der Ostsee, so im Mai 1865, als das Schiff vor Fehmarn auf Grund lief, und vom 26. Mai bis 1. Juni, als sie das Schiff, das den Leichnam des russischen Kronprinzen Nikolaus, der bei einem Aufenthalt Südfrankreich gestorben war, nach Russland begleitete. Mitte des Jahres wurde die Besatzung reduziert und die Victoria wurde am 16. September in Kiel außer Dienst gestellt. Als die Gefahr eines Krieges mit Österreich im Laufe des Jahres zunahm, wurde Victoria am 1. Januar 1866 wieder in Dienst gestellt und dem Ostseegeschwader zugeteilt. Während sie die Korvette Arcona schleppte, riss die Trosse und verfing sich in ihrem Propeller, was zu einem erneuten Werftaufenthalt führte. Victoria und Augusta führten später Schießübungen vor Sonderburg durch. Nachdem das Schiff während des Krieges keine Einsätze gefahren hatte, wurde es am 31. Oktober erneut außer Dienst gestellt. 1867 wurde ihre Glattrohrbewaffnung durch gezogene Geschütze gleichen Kalibers ersetzt.

### Erster Einsatz in Übersee
Am 7. September 1868 wurde die Victoria in Dienst gestellt, um als Stationär auf der Westindischen-Auslandsstation der preußischen Marine eingesetzt zu werden. Sie verließ Kiel am 29. September, aber schwere Stürme in der Nordsee verzögerten die Reise und zwangen das Schiff für Reparaturen vom 15. bis 27. Oktober in Portsmouth Station zu machen. Erst am 26. November kam sie in Saint-Pierre auf Martinique an. Am 12. Dezember hielt sich das Schiff in Havanna auf, da Unruhen im Land drohten und eine von einer deutschen Firma gekaufte Tabaklieferung blockiert wurde. Anschließend ging sie nach Port-au-Prince, wo europäisches Eigentum von der Regierung beschlagnahmt worden war. Es gelang ihr, die haitianische Regierung zu zwingen, das beschlagnahmte Eigentum herauszugeben. Am 9. Januar 1869 beförderte Victoria den Handelsvertreter des Norddeutschen Bundes von Havanna nach La Guaira. Die venezolanische Regierung versuchte zu dieser Zeit, ausländische Unternehmen zur Zahlung von Gebühren zu zwingen, die das venezolanische Militär finanzieren sollten. Die Victoria blieb in venezolanischen Gewässern, um diese Praxis zu unterbinden. Erneute Unruhen in Kuba während des Zehnjährigen Krieges zwangen das Schiff, vom 25. März bis 22. April nach Havanna zurückzukehren, um deutsche Staatsangehörige in der Region zu schützen.
Im Anschluss belasteten Ausbrüche von Gelbfieber und Cholera die Besatzung und der Schiffsrumpf war inzwischen wartungsbedürftig. Der Kapitän bat daher um Erlaubnis, das Schiff zu einer Werft in St. Pierre oder Rio de Janeiro reparieren zu dürfen, erhielt jedoch keine Antwort. So setzte die Victoria ihre Reise nach Kolumbien fort. Als sich das Schiff im Juni in Veracruz aufhielt, gab es Gerüchte, ein Krieg zwischen Frankreich und dem Norddeutschen Bund sei ausgebrochen. Die Victoria dampfte daher nach Havanna, um Nachrichten zur politischen Situation zu erhalten. Die Besatzung erfuhr dort, dass es keinen Krieg gab, erhielt aber stattdessen den Befehl zur Heimreise. Diesen trat das Schiff am 25. Juli mit Stationen in Norfolk, Faial auf den Azoren und Plymouth an. Nach erneuter Reparatur nach einem Sturm dort, traf die Victoria am 8. Oktober in Danzig ein, wo sie am 19. des Monats außer Dienst gestellt wurde.

### Zweiter Auslandseinsatz
Die Victoria blieb nach dem Ausbruch des Deutsch-Französischen Krieges im Juli 1870 zunächst in Reserve, war jedoch im Januar 1871 vorgesehen, wie ihr Schwesterschiff Augusta am Handelskrieg gegen Frankreich teilzunehmen. Stattdessen blieb sie allerdings aufgrund der Blockade des Hafens durch deutlich überlegene französische Schiffe bis November in Danzig und wurde dann nach Kiel verlegt, um dort bei einem Werftaufenthalt ab dem 5. Dezember mit moderneren 15-cm- und 12-cm-Ringkanonen ausgerüstet zu werden. Bis Dezember 1874 blieb sie in Reserve und wurde nach Wilhelmshaven verlegt. Vom 20. März bis 8. April 1875 führte die Besatzung Schussversuche mit den neuen Geschützen durch. Am 11. Oktober wurde das Schiff für eine weitere Reise nach Westindien wieder in Dienst gestellt und sie verließ Wilhelmshaven am 26. Oktober. Am 29. November erreichte sie Saint Thomas in Dänisch-Westindien, wo sie die Augusta als Stationär ablöste. Die Victoria besuchte dann einige Häfen in der Karibik, bis Unruhen in Haiti ihre Anwesenheit im Mai 1876 erforderten. Ab Ende Juni setzte sie ihre Reise weiter nach Süden fort und besuchte bis zum 14. Dezember Häfen in Südamerika bis nach Montevideo. Anschließend kehrte sie nach Saint Thomas zurück.
Vom 14. Februar bis 3. März 1877 kreuzte die Victoria in venezolanischen Gewässern. Wegen eines Konfliktes zwischen Guatemala und El Salvador und der gleichzeitigen Mexikanischen Revolution durch Porfirio Díaz („Plan von Tuxtepec“) verlegte Victoria zunächst nach Sabanilla, Kolumbien, vom 8. bis 14. März und dann nach Havanna vom 21. März bis 3. April, um in der Nähe zu sein, falls ihr Eingreifen in einen der beiden Konflikte notwendig sein würde. Beide Krisen verliefen jedoch ohne Bedrohung der deutschen Interessen und so kehrte Victoria am 3. April erneut nach Saint Thomas zurück. Dort erhielt sie Befehl, sich ins Mittelmeer zu begeben. Am 14. Juni erreichte das Schiff Port Said. Zu dieser Zeit war das Osmanische Reich in den Russisch-Türkischen Krieg verstrickt und die deutsche Regierung befürchtete, dass in der Levante anti-europäische Unruhen ausbrechen und deutscher Besitz in Jerusalem bedrohen könnten. Die Victoria schloss sich der Korvette Gazelle, an und beide besuchten mehrere Häfen in der Region. Am 2. Juli wurde das Schiff wegen einer an Bord ausgebrochenen Krankheit zurückgerufen und erreichte am 29. Juli Wilhelmshaven. Dort wurde sie am 10. August für eine gründliche Überholung außer Dienst gestellt, bei der ihre Takelage reduziert wurde. Mit ihrem geänderten Rigg führte sie vom 12. bis 13. August 1879 Seeversuche durch und ging am 6. September erneut in die Außerdienststellung.

### Dritter Auslandseinsatz und Schicksal
Am 1. Juli 1880 wurde die Victoria unter dem Kommando von Korvettenkapitän Victor Valois für einen weiteren Einsatz in Westindien in Dienst gestellt. Sie segelte am 16. Juli in Wilhelmshaven ab, erhielt aber während eines Aufenthalts in Plymouth vom 19. bis 22. Juli den Befehl, sich nach Malta zu begeben. Hintergrund war, dass der deutsche Entdecker Friedrich Gerhard Rohlfs, der eine Expedition zur Erkundung des nördlichen Kongobeckens angeführt hatte, im Machtbereich des osmanischen Reiches bei den Kufra-Oasen von Sanusiya angegriffen und zur Umkehr gezwungen worden war. Die Victoria erreichte Valletta am 1. August und wurde angewiesen, nach Bengasi zu reisen, um dort über den Schutz der Expedition und eine finanzielle Entschädigung zu verhandeln. Nachdem die Verhandlungen erfolgreich abgeschlossen waren, verließ die Victoria die Stadt am 29. August und kehrte nach Valetta zurück.
Ihr nächster Einsatz führte in die Adria, wo die Victoria an einem internationalen Flotteneinsatz teilnahm, der die osmanische Regierung zwingen sollte, die Stadt Ulcinj gemäß den Bestimmungen des Berliner Kongresses von 1878 an Montenegro abzutreten. Dies wurde von albanischen Kräften, unterstützt von der osmanischen Regierung, verweigert. Unter dem Kommando des britischen Vizeadmirals Beauchamp Seymour nahmen rund zwanzig Schiffe aus Großbritannien, Frankreich, Italien, Österreich-Ungarn und Russland an der Blockade, die am 20. September begann, teil. Am 27. November gaben die Osmanen den Forderungen nach und entsandten Truppen, um die Albaner zur Aufgabe der Stadt zu zwingen. Am 3. Dezember wurde das internationale Geschwader aufgelöst.
In der Nacht vom 5. auf den 6. Dezember verließ die Victoria die Adria und nahm ihre ursprüngliche Route nach Westindien wieder auf. Am 23. Dezember erreichte sie für einige Reparaturen Gibraltar. Dort erhielt sie den Befehl, nach Liberia zu segeln, da dortige Küstenbewohner das deutsche Dampfschiff Carlos angegriffen und geplündert hatten, nachdem es vor der Küste auf Grund gelaufen war. Die Victoria verließ Gibraltar am 7. Februar 1881, holte den Schiffskapitän in Funchal ab und schiffte in Monrovia den deutschen Konsul und zwei Vertreter der liberianischen Regierung zum Unglücksort ein, den sie am 4. März erreichten. Dort ließ Valois ein Küstendorf beschießen und entsandte eine Landungstruppe an Land, die neun Männer verhaftete und sie an Bord des Schiffes verbrachte, um sie in Monrovia für den Angriff vor Gericht zu stellen. Da die liberianische Regierung sich außerdem bereit erklärte, Schadensersatz für den Angriff zu zahlen, kehrte die Victoria zu ihrem ursprünglichen Einsatz zurück, hielt am 17. März in Porto Grande auf Kap Verde an und besuchte anschließend zahlreiche Häfen in Brasilien, Uruguay und Argentinien. Bei einem Besuch in São Francisco do Sul setzte das Schiff auf Grund, was Valois zu einer Untersuchung des Hafens veranlasste.
Während ihres Aufenthalts in Rio de Janeiro erhielt die Victoria den Befehl, nach Monrovia zurückzukehren, da die liberianische Regierung ihrer finanziellen Verpflichtung wegen des Carlos-Vorfalls nicht nachgekommen war. Sie verließ Rio de Janeiro am 8. Oktober und kam am 27. Oktober in der liberianischen Hauptstadt an. Valois drohte, die Stadt zu beschießen, was zu einer sofortigen Zahlung führte. Die Victoria verließ den Hafen am 2. November und erreichte sechs Tage später erneut Porto Grande. Dort erhielt sie den Befehl, nach Deutschland zurückzukehren, und kam am 21. Dezember in Wilhelmshaven an, wo eine erneute Außerdienststellung für Überholungsarbieten ab dem 4. Januar 1882 anstand.
1883 sollte die Victoria als Schulschiff wieder in Dienst gestellt werden, aber ihre Besatzungsräume wurden als zu klein angesehen, um genügend Auszubildende aufzunehmen, und so wurde ihr Platz von der Korvette Freya eingenommen. Stattdessen diente sie vom 1. bis 31. Juli 1884, vom 27. März bis 6. August 1888 und vom 18. März bis 14. September 1890 als Fischereischutzschiff. Bei der offiziellen Transferzeremonie der Insel Helgoland von Großbritannien an das Deutsche Reich am 9. und 10. August 1890 war das Schiff anwesend. Die Victoria wurde am 14. April 1891 aus dem Seeregister gestrichen und im nächsten Jahr für die Verschrottung nach Hamburg verkauft.